# Sipanea wilson-brownei
Sipanea wilson-brownei là một loài thực vật có hoa trong họ Thiến thảo. Loài này được Cowan miêu tả khoa học đầu tiên năm 1952.